# Hausweiler (Weilerswist)
Hausweiler is een plaats in de Duitse gemeente Weilerswist, deelstaat Noordrijn-Westfalen.